# Ellipteroides omissus
Ellipteroides omissus är en tvåvingeart som först beskrevs av Paul Lackschewitz 1940.  Ellipteroides omissus ingår i släktet Ellipteroides och familjen småharkrankar. Inga underarter finns listade i Catalogue of Life.